# Avenue De Fré
L'avenue De Fré est une voie de la commune bruxelloise d'Uccle, 

## Situation et accès
Cette avenue est située à proximité de la Forêt de Soignes, qu'elle relie au centre d'Uccle.

## Origine du nom
Louis Defré (né à Louvain le 19 décembre 1814 - † à Uccle le 27 avril 1880) fut député, et bourgmestre d'Uccle de 1864 à 1872 et de 1879 à 1880. L'avenue porte son nom depuis son ouverture en 1866.

## Historique
Louis Defré fut responsable de l'aménagement de cette voie. Une partie préexistante de cette voie s'appelait Waterstraet (rue d'Eau ou rue de l'Eau). Une source est située sur son côté, en face de l'ambassade de Russie.  

## Bâtiments remarquables et lieux de mémoire
- Le vieux Cornet
- L’église orthodoxe Russe de Saint-Job, (au 8 avenue du Manoir, au coin de l'avenue De Fré) dédiée à la mémoire du dernier Tsar de Russie, l’Empereur Nicolas II, et monument commémoratif de toutes les victimes de la révolution et de la guerre civile en Russie tombées depuis la prise du pouvoir par les bolcheviks en octobre 1917
- La Ferme rose
- Monument aux morts[1], œuvre de Léandre Grandmoulin
- Monument à René Gobert, résistant, œuvre du sculpteur Joseph Witterwulghe et de l'architecte Marcel Chabot
- L'église Saint-Marc, construite en 1968-1970 (architecte André Milis) et inaugurée le 6 juin 1970. Elle contient un orgue de style baroque et un Christ en bois polychrome du XVIe siècle.

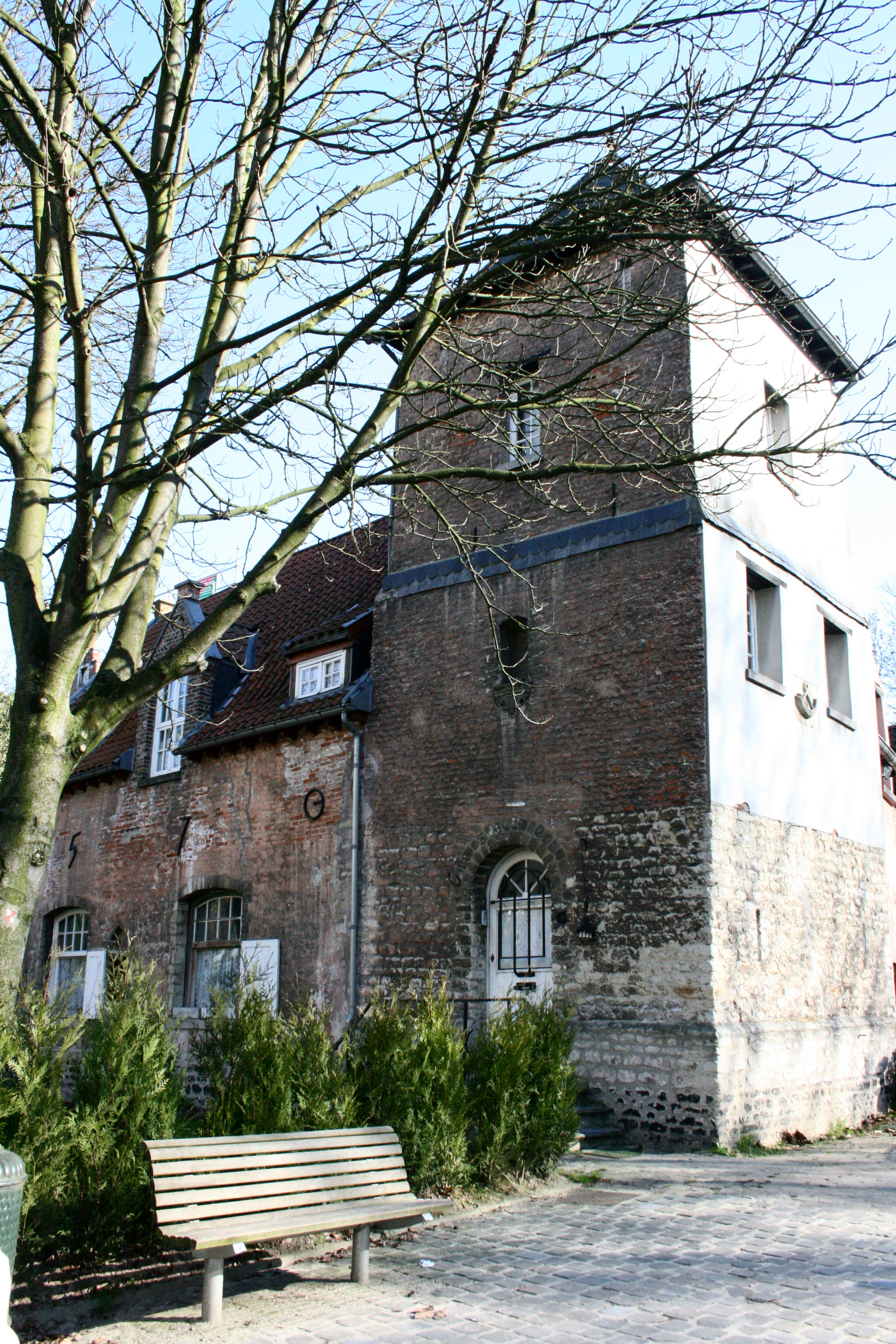
Le Vieux Cornet, dont la tour date du XVIe siècle, est un des plus vieux bâtiment de Uccle

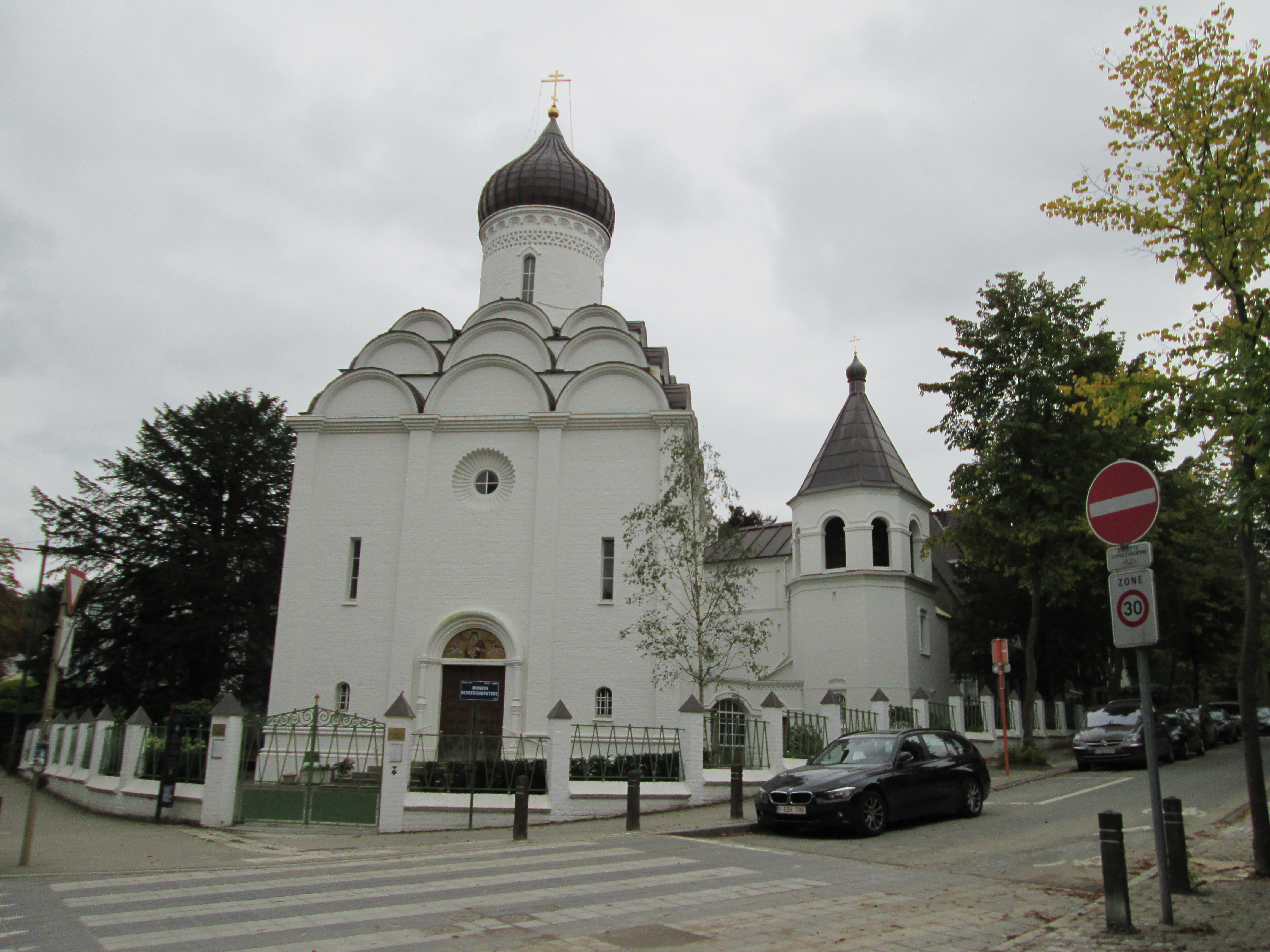
Église orthodoxe Saint Job
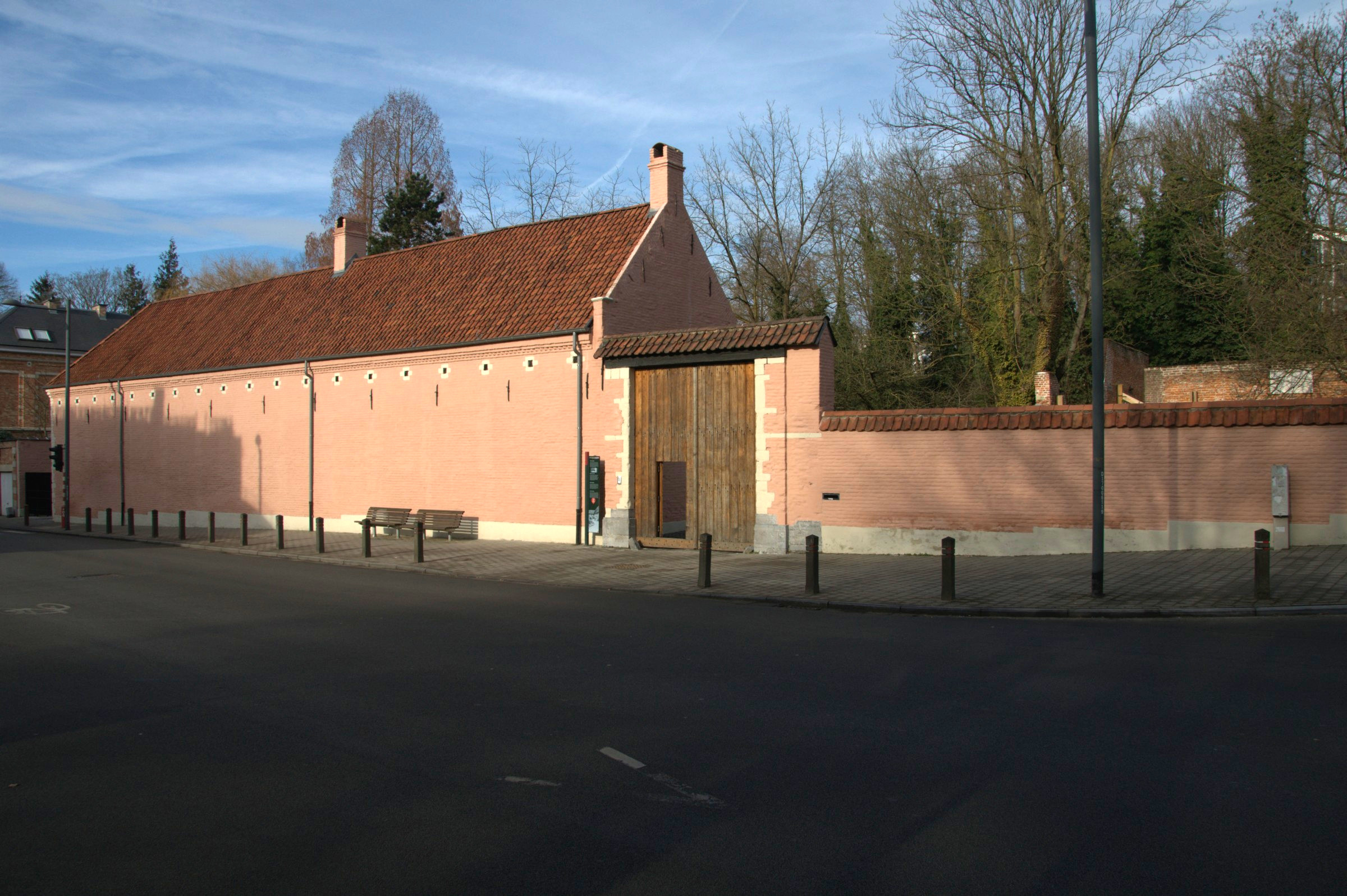
La Ferme rose

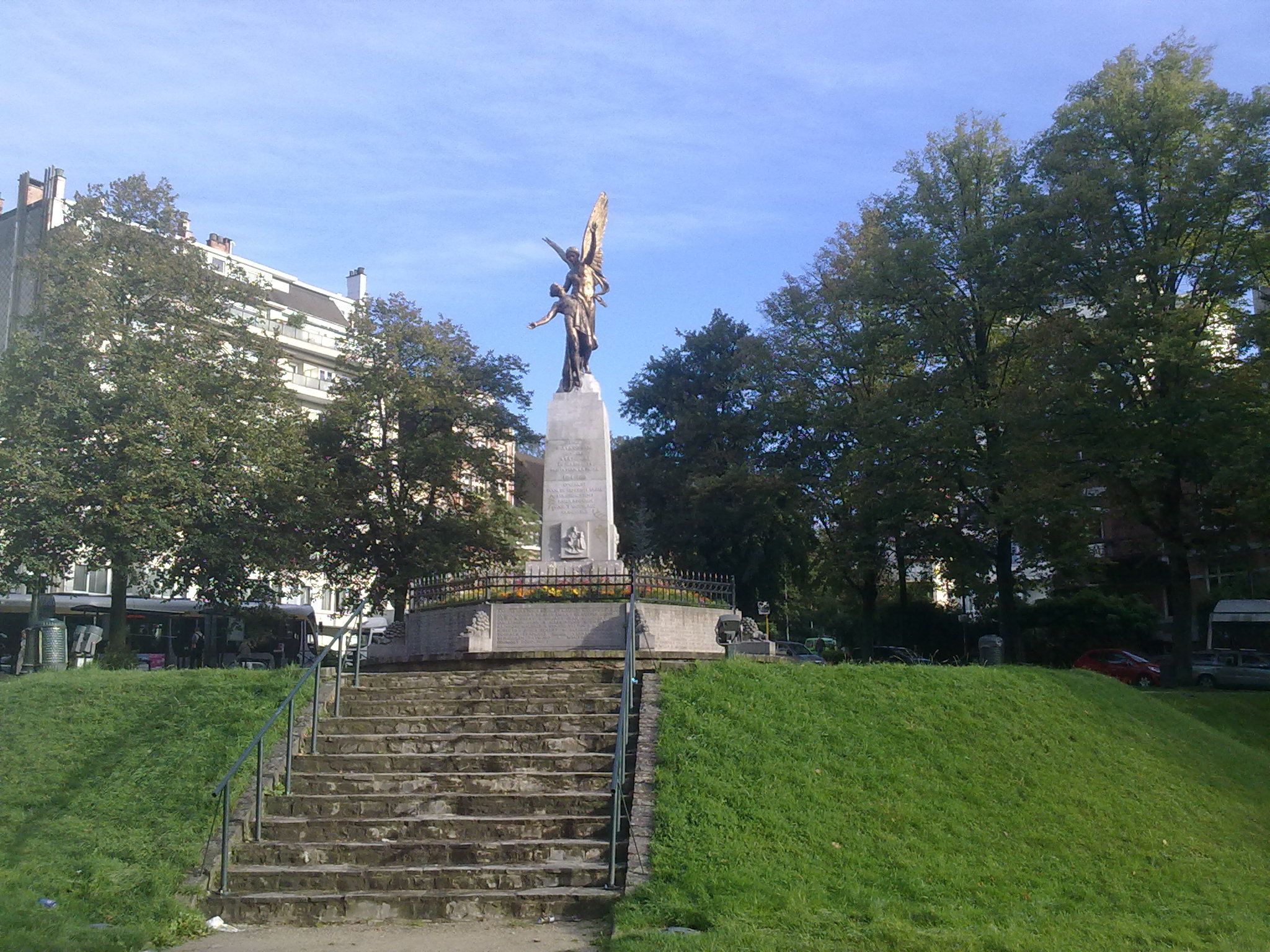
Square des Héros
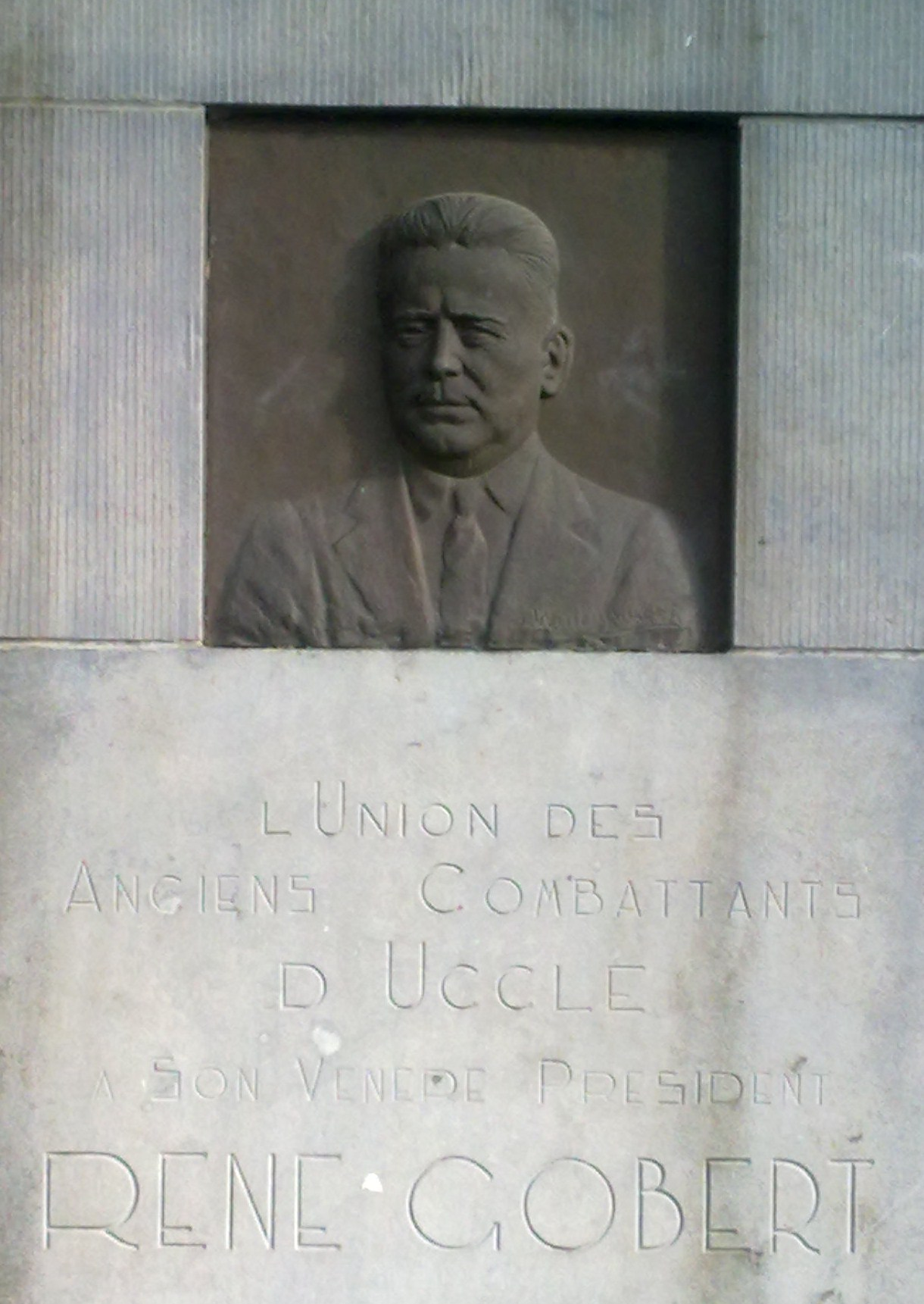
Monument à René Gobert, résistant

### Ambassades et consulats
- Russie

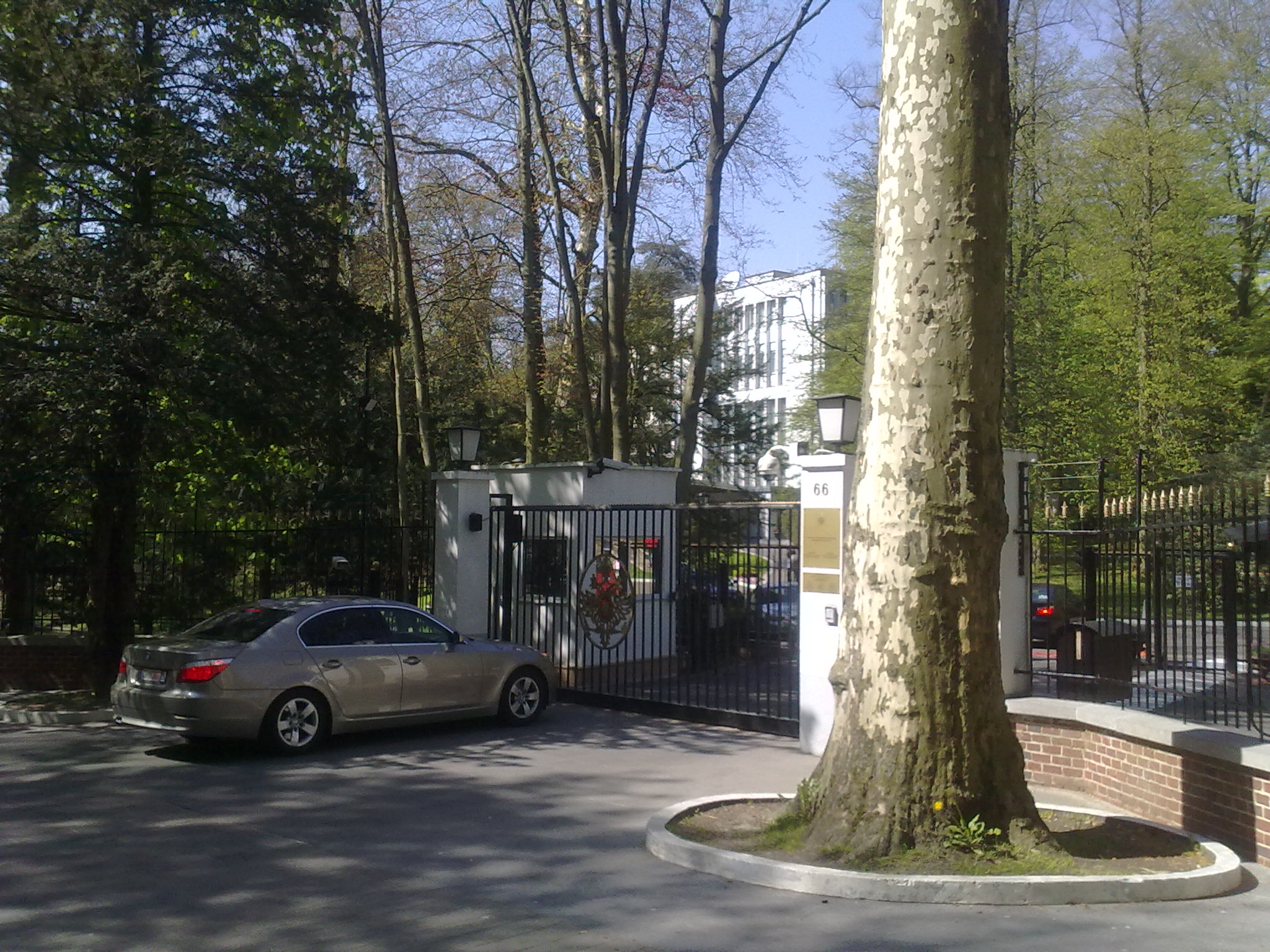
Ambassade de Russie 66 avenue de Fré